# 尼斯湖
尼斯湖（英文：Loch Ness，蘇格蘭蓋爾語：Loch Nis），又译内斯湖，是一個位於蘇格蘭高地（Scottish Highlands）喀里多尼亞地峽摩萊灣口的印威內斯市（57°18′N 4°27′W）的細長淡水湖。其向西南方延伸，長37公里，寬1.5公里。湖面位處海拔 15.8 米。
尼斯湖是橫越蘇格蘭高地的金獅運河（The Caledonian Canal，也叫咯里多尼亞運河）的一部份，該運河連結了大西洋和北海。尼斯湖是眾多相連的蘇格蘭高地湖泊的其中一個，其水質因大量的浮藻和泥炭而非常渾濁，水中的能見度極低，不足兩米。湖底地形複雜，有很多洞穴。它也是蘇格蘭和英國境內第二水深和面積第二大的湖泊，其面積為56.4平方公里，水深最深處達 226 米，因水深關係，所存的水量比英格蘭和威爾斯所有淡水湖泊總水量還多。
尼斯湖最著名的名勝便是傳說中的尼斯湖水怪。湖中有船接载遊客遊湖找尋水怪行蹤。當地的尼斯湖水怪展館有關於水怪傳說的展品。

## 前往尼斯湖的交通
可從印威內斯或格拉斯哥駕車沿A82公路南行線前往。

## 外部連結
- Loch Ness Project Research Site, Editor Adrian Shine （页面存档备份，存于）
- 尼斯湖資訊站
- Tony Harmsworth的尼斯湖資訊站 （页面存档备份，存于）
- 尼斯湖指南 （页面存档备份，存于）
- 相片
- 尼斯湖的谷歌地圖
- 尼斯湖連結 （页面存档备份，存于）